# Villa La Santarella
Villa La Santarella (anche detta Villa Santarella) è una struttura di interesse storico-artistico di Napoli, progetto dell'ing. Gioacchino Luigi Mellucci, situata in via Luigia Sanfelice, all'angolo con via Filippo Palizzi, ai margini della collina del Vomero. La villa prende il nome da una delle commedie di successo di Scarpetta, chiamata appunto Na santarella: furono proprio i proventi che il commediografo ottenne da questa sua opera a consentire la costruzione dell'edificio, e nell'androne un bassorilievo di stucco riproduce una delle scene principali della commedia.
Il nome La Santarella, nel borgo del Petraio, è popolarmente passato ad indicare l'intera zona, costituita dal percorso dei tornanti delle vie Sanfelice-Palizzi-Toma, ed il complesso di villini liberty che sorgono su di esse.

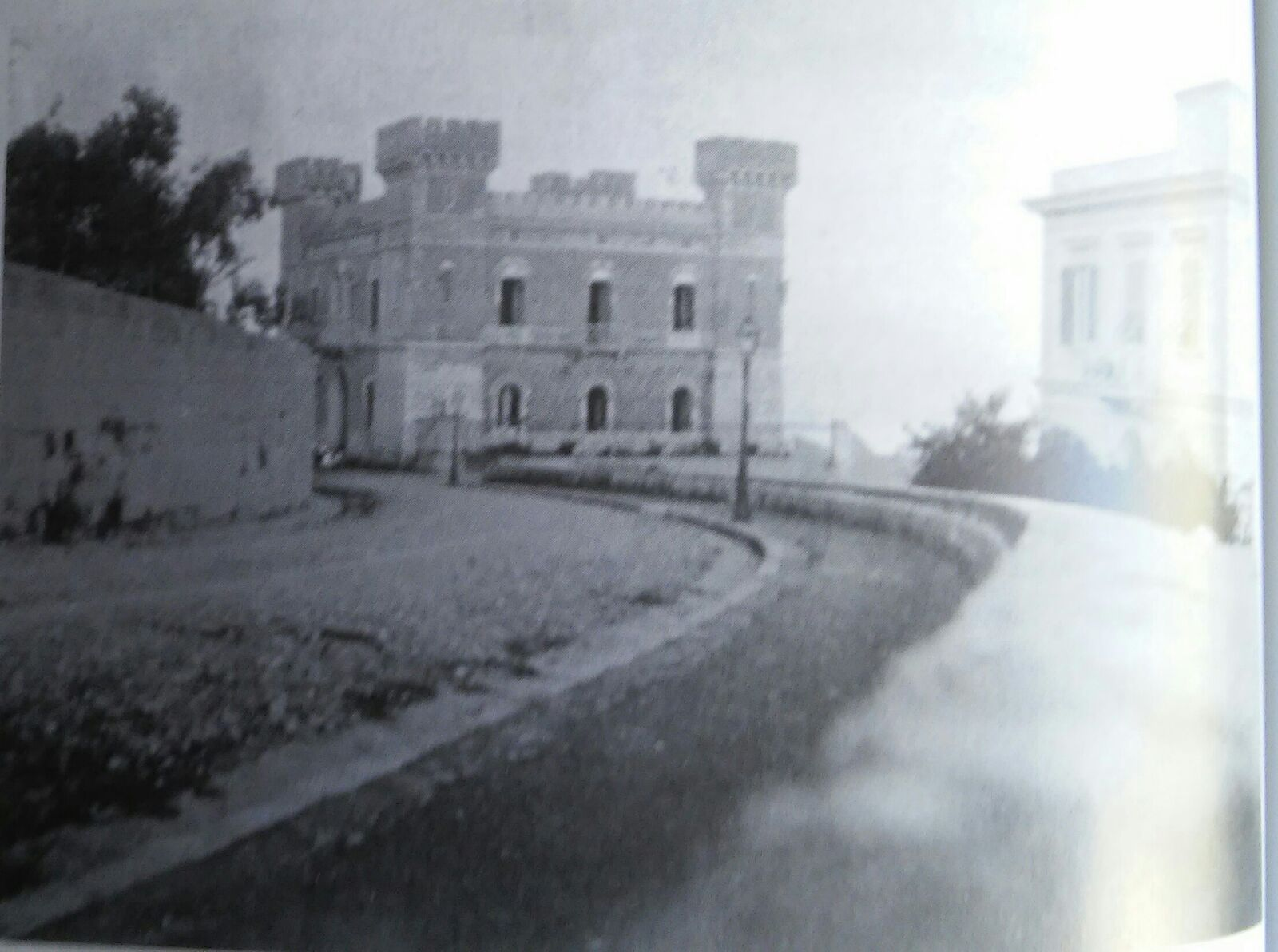
Villa Santarella alla fine dell'800

## L'esterno
L'edificio, un tipico frutto del Liberty napoletano, fu costruito come un piccolo castello, in stile neorinascimentale, per il celebre commediografo Eduardo Scarpetta verso la fine del XIX secolo secondo precise direttive del commediografo stesso.
Di forma squadrata, in origine di due livelli poi portati a tre, è scandito agli angoli da quattro torrette sporgenti e merlate, motivo per cui Scarpetta una volta asserì: "pare nu cumò sotto e 'ncoppa!" (sembra un comò sottosopra). Sulla facciata Scarpetta fece scrivere: "Qui rido io", volendo intendere che, se il suo pubblico rideva a teatro delle battute delle sue commedie, in quel luogo di delizie era lui a ridersela. In seguito, nel 1911, Scarpetta dovette vendere la villa perché la moglie aveva paura di abitarci da sola quando il marito era in tournée.

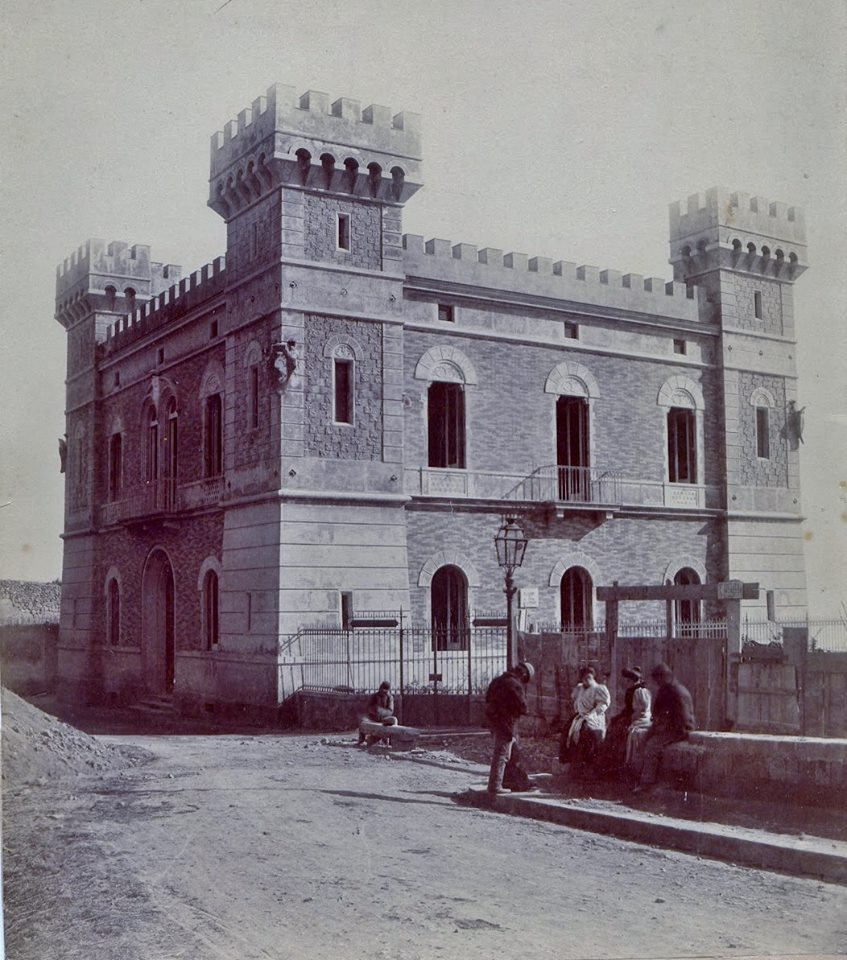
Altra foto di Villa Santarella alla fine dell'800

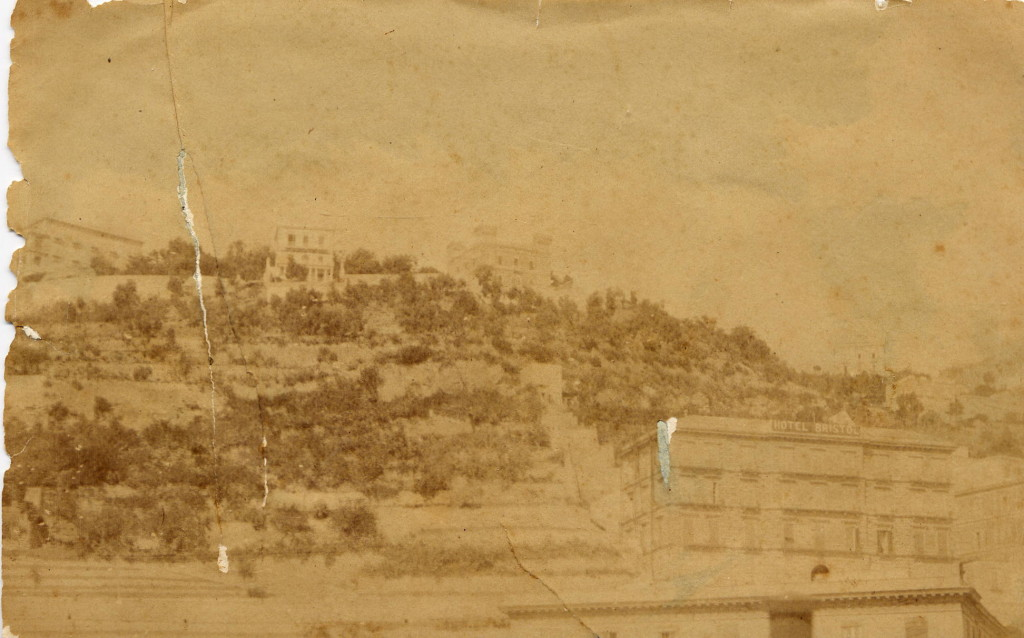
Villa Santarella dal basso alla fine del XIX secolo

## Interno
Nell'androne del palazzo è presente una statua di Eduardo Scarpetta creata a grandezza naturale. In prossimità dell'ascensore è stata collocata un'altra statua: quella dell'attrice che ha ricoperto il ruolo di Santarella.

## Curiosità
- In molte immagini di fine '800 e inizio '900, la villa appare avere solo due livelli, e non tre, come oggi. La sopraelevazione è stata aggiunta probabilmente intorno alla metà del '900.
- Nelle campagne di Trepuzzi (Lecce) esiste una copia dell'edificio, costruita negli anni immediatamente successivi da un militare napoletano che sposò una nobildonna del luogo. Assai interessante è il particolare che l'aspetto sia quello della "Santarella" in versione originaria, ossia prima della sopraelevazione. Il nome dell'edificio è "Villa Elvira", ma in origine era denominato "Casina Bice". Oggi è una struttura ricettiva di lusso (Castle Elvira).